# FC San Pédro
Football Club San Pédro w skrócie FC San Pédro – iworyjski klub piłkarski grający w iworyjskiej pierwszej lidze, mający siedzibę w mieście San Pédro.

## Sukcesy
- I liga[1]:
  - wicemistrzostwo (1): 2018/2019, 2019/2020, 2020/2021

- Puchar Wybrzeża Kości Słoniowej[2]:
  - zwycięstwo (1): 2019

## Występy w afrykańskich pucharach
| Sezon     | Rozgrywki           | Runda    | Kraj                          | Klub                   | Dom | Wyjazd | Dwumecz |
| --------- | ------------------- | -------- | ----------------------------- | ---------------------- | --- | ------ | ------- |
| 2018/2019 | Puchar Konfederacji | wstępna  | Gambia                        | Gambia Armed Forces FC | 1–1 | 1–0    | 2–1     |
| 2018/2019 | Puchar Konfederacji | 1        | Demokratyczna Republika Konga | DC Motema Pembe        | 2–0 | 1–1    | 3–1     |
| 2018/2019 | Puchar Konfederacji | play-off | Zambia                        | Nkana FC               | 0–0 | 0–3    | 0–3     |
| 2019/2020 | Puchar Konfederacji | 1        | Gwinea                        | Santoba FC             | 3–0 | 0–0    | 3–0     |
| 2019/2020 | Puchar Konfederacji | play-off | Ghana                         | Asante Kotoko SC       | 2–0 | 1–1    | 3–1     |
| 2019/2020 | Puchar Konfederacji | gr. D    | Algieria                      | Paradou AC             | 0–0 | 0–0    | 0–0     |
| 2019/2020 | Puchar Konfederacji | gr. D    | Nigeria                       | Enyimba FC             | 2–5 | 0–1    | 2–6     |
| 2019/2020 | Puchar Konfederacji | gr. D    | Maroko                        | Hassania Agadir        | 1–1 | 0–3    | 1–4     |
| 2020/2021 | Puchar Konfederacji | 1        | Senegal                       | ASC Diaraf             | 1–2 | 1–0    | 3–3     |
| 2021/2022 | Puchar Konfederacji | 1        | Burkina Faso                  | ASFA Yennenga          | 1–2 | 0–0    | 1–2     |

## Stadion
Domowe mecze klub rozgrywa na stadionie o nazwie Stade Auguste Denise w San Pédro, który może pomieścić 8 000 widzów.

## Reprezentanci kraju grający w klubie od 2008 roku
Stan na styczeń 2023.
| - Emmanuel Agbadou - Pacôme Agboke - Inza Diabaté - Ange Pacôme Gnagbo - Sherif Jimoh - Abdramane Konaté - Sitionan Konaté - Koffi Constant Kouamé - Aubin Kramo - Ousmane Ouattara | - Claude Singone - Banfa Sylla - Ira Eliezer Tapé - Constant Wayou - Raoul Yao Konan - Roland Zan Bi - Franck Zouzou - Youssouf Oumarou - Roger Aholou - Richard Boro |